# فرودگاه استیوارت
فرودگاه استیوارت (به انگلیسی: Stewart Aerodrome) یک فرودگاه همگانی با کد یاتا ZST است که یک باند فرود آسفالت و برف دارد و طول باند آن ۱۱۸۹ متر است. این فرودگاه در کشور کانادا قرار دارد و در ارتفاع ۷ متری از سطح دریا واقع شده است.